# سوکوآمیش (واشینگتن)
سوکوآمیش (به انگلیسی: Suquamish) یک منطقهٔ مسکونی در ایالات متحده آمریکا است که در شهرستان کیتساپ، واشینگتن واقع شده‌است. سوکوآمیش ۱۹٫۳ کیلومتر مربع مساحت و ۴٬۱۴۰ نفر جمعیت دارد و ۲۰ متر بالاتر از سطح دریا واقع شده‌است.